# Onivins
La Oficina nacional interprofesional de los vinos (en francés, Office national interprofessionnel des vins), en abreviatura, ONIVINS, es una asociación francesa de vinateros. Se trata de un establecimiento público industrial y comercial encargado de regular el sector vitivinícola. Su competencia se extiende igualmente al sector de la sidra. Este organismo se creó en 1983 en aplicación de la ley de 6 de octubre de 1982 instituyendo las oficinas de intervención dentro del sector agrícola. en diciembre de 2005, se fusionó con el Oniflhor para formar la Office national interprofessionnel des fruits, des légumes, des vins et de l'horticulture, o Viniflhor.
Se encargaba Onivins, en particular, de controlar el potencial de producción, entre otras cosas por la gestión de los derechos de plantación, de garantizar la regulación reglamento del mercado favoreciendo todas las salidas del sector vinícola (promoción de exprotaciones, destilación, etc), de intervenir en el ámbito técnico y de la calidad. 
Su competencia no se extiende a la gestión de las denominaciones de origen que están incluidos en el INAO.